# Marco Fulvio Flaco (cónsul 264 a. C.)
Marco Fulvio Flaco  fue un político y militar romano del siglo III a. C.

## Carrera pública
Ejerció el consulado con Apio Claudio Cáudex en 264 a. C., año en que estalló la primera guerra púnica. Conquistó la ciudad de Volsinii, la última de las etruscas en caer bajo el poder romano. Durante su consulado, se celebraron los primeros juegos de gladiadores en el forum boarium.